# Port lotniczy Chicago-O’Hare

Plan portu lotniczego Chicago-O’Hare, z drogą startową 9R/27L przemianowaną na 10/28 od 5 lipca 2007 i nową drogą startową (2008) 9L/27R na północy portu

Port lotniczy Chicago-O’Hare (ang. O’Hare International Airport, kod IATA: ORD, kod ICAO: KORD) – międzynarodowy port lotniczy położony 27 km na północny zachód od centrum Chicago w granicach administracyjnych miasta, w stanie Illinois, w USA. Jest głównym węzłem linii lotniczych United Airlines. Nosi nazwę na cześć amerykańskiego pilota wojskowego Edwarda „Butcha” O’Hare.
W 2005 w porcie lotniczym O’Hare wykonano 972 246 operacji lotniczych, czyli 2663 dziennie (z tego 64% to ruch rejsowy komercyjny, 33% to taksówki lotnicze, 3% to lotnictwo ogólne i <1% to ruch lotniczy wojskowy). Do 2005 był pierwszym, lecz w 2005 został drugim portem lotniczym świata pod względem natężenia ruchu pasażerskiego – obsłużył wtedy ponad 76,5 mln pasażerów, niecałe 10 mln mniej niż port lotniczy Atlanta – Hartsfield-Jackson. Spadek ten został spowodowany przede wszystkim wprowadzeniem przez Federal Aviation Administration limitów lotów na O’Hare w celu zmniejszenia opóźnień w przylotach i odlotach. W porcie O’Hare obecnie ma miejsce ponad jedna szósta wszystkich zawieszeń lotów rejsowych w USA.
Obecnie, port lotniczy O’Hare nadal jest drugim co do wielkości przewozów portem lotniczym USA i trzecim na świecie, obsługując w 2006 76 248 911 pasażerów (-0,3% liczby z 2005).
Chociaż zdecydowana większość pasażerów lotniska podróżuje na liniach krajowych, port obsługuje ponad 60 międzynarodowych kierunków lotów, w tym do Warszawy i Krakowa (połączenie zawieszone w latach 2010–2017). W 2005 O’Hare było 4. lotniskiem USA pod względem ich liczby, za portem lotniczym im. Johna Kennedy’ego w Nowym Jorku, portem lotniczym w Los Angeles i portem lotniczym w Miami. Pod względem operacji towarowych (ang.: cargo), O’Hare był w 2005 15. portem na świecie.
Port lotniczy ma trzy pary równoległych dróg startowych, docelowo dróg ma być 8 (6 równoległych i para równoległych do siebie, pod kątem do pozostałych, bez krzyżowania, podobnie do układu portu lotniczego Dallas/Fort Worth). O’Hare ma 4 terminale lotnicze, z czego jeden obsługujący wyłącznie ruch międzynarodowy. Docelowo ma być wybudowany osobny nowy kompleks terminali z własnym dojazdem od zachodu.
Z portu lotniczego O’Hare korzystają regularnie 42 pasażerskie linie lotnicze oraz 27 linii cargo.
20 listopada 2008 roku oddana została – w ramach planu modernizacji – kosztem 450 milionów USA pierwsza z systemu nowych dróg startowych. Jej włączenie do eksploatacji ma zwiększyć łączną liczbę startów i lądowań do 900 tysięcy rocznie. W 2023 roku lotnisko obsłużyło średnio 991 lotów dziennie.

## Docelowy plan modernizacji portu O’Hare
istniejąca droga startowa
     nowa droga startowa
     zlikwidowana droga startowa

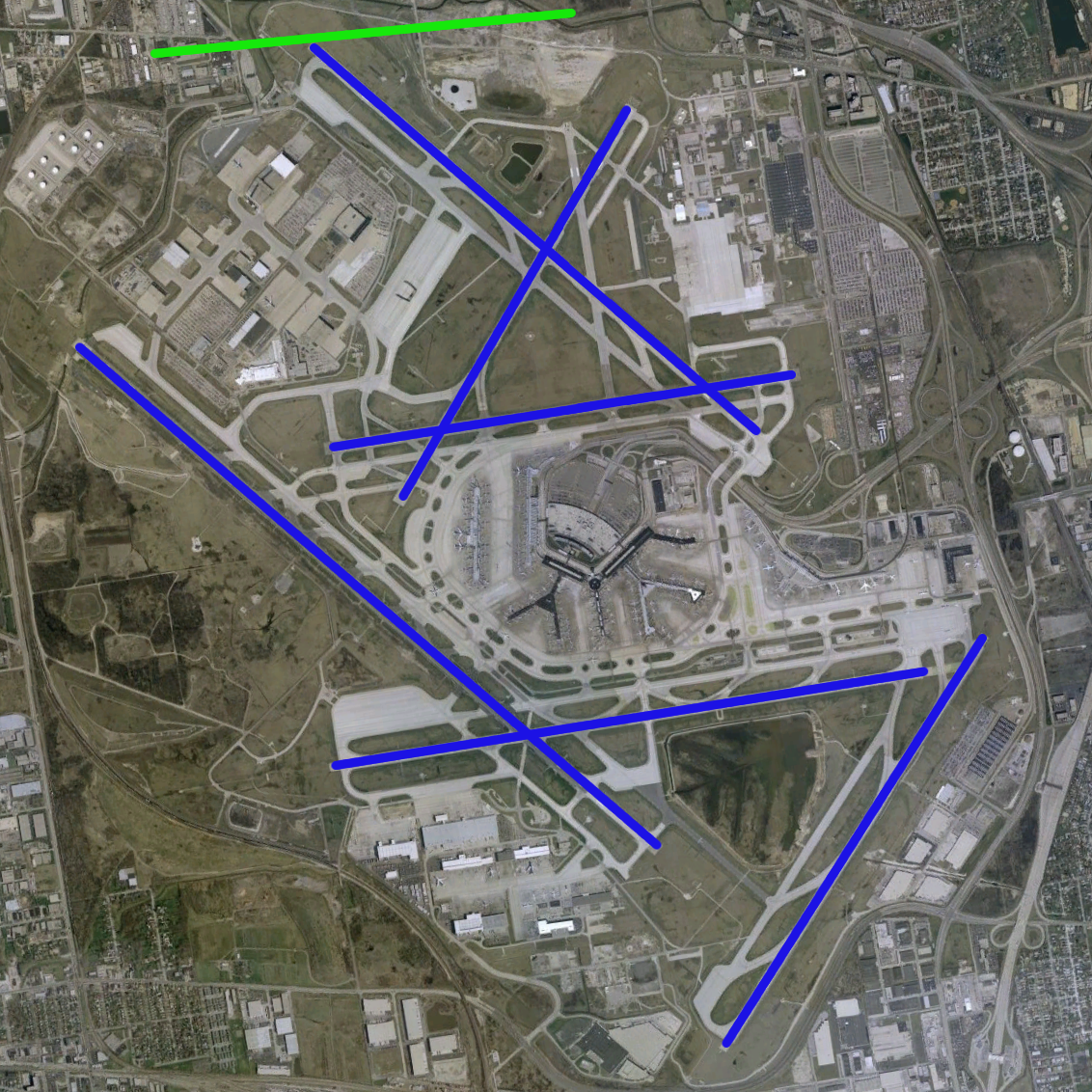
Faza 1 modernizacji (dokonana)
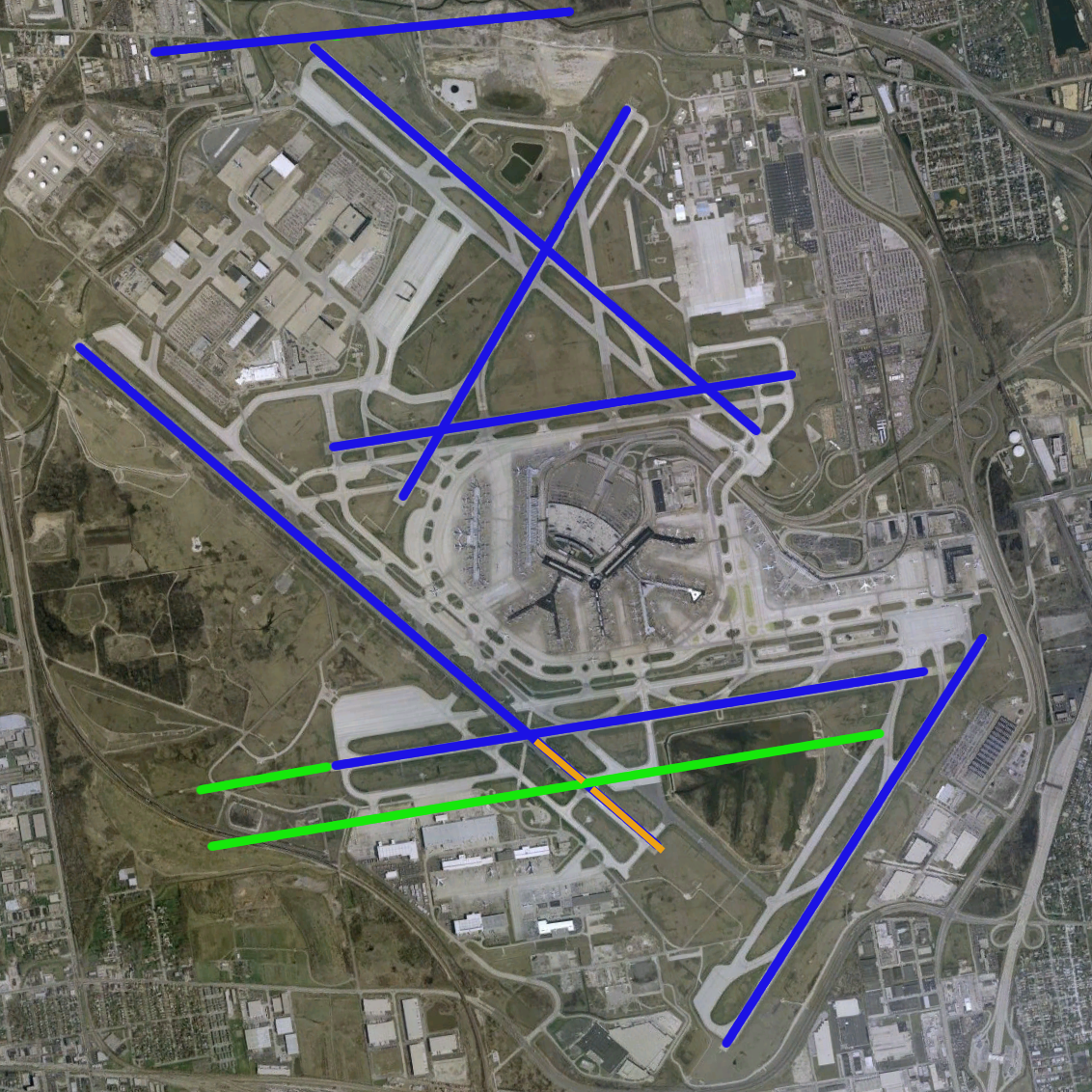
Faza 2 (przedłużenie i skrócenie dokonane, nowy pas w budowie)

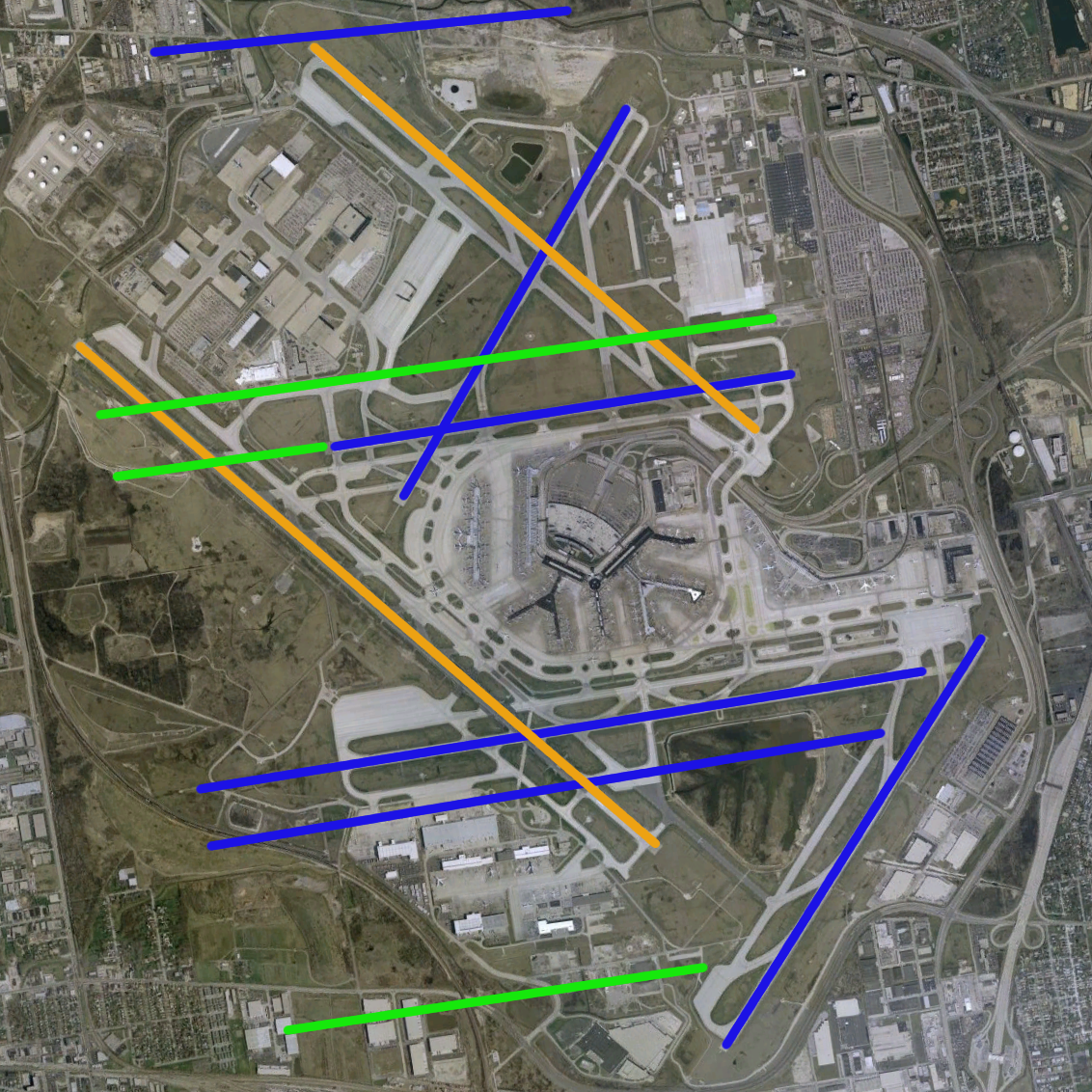
Faza 3
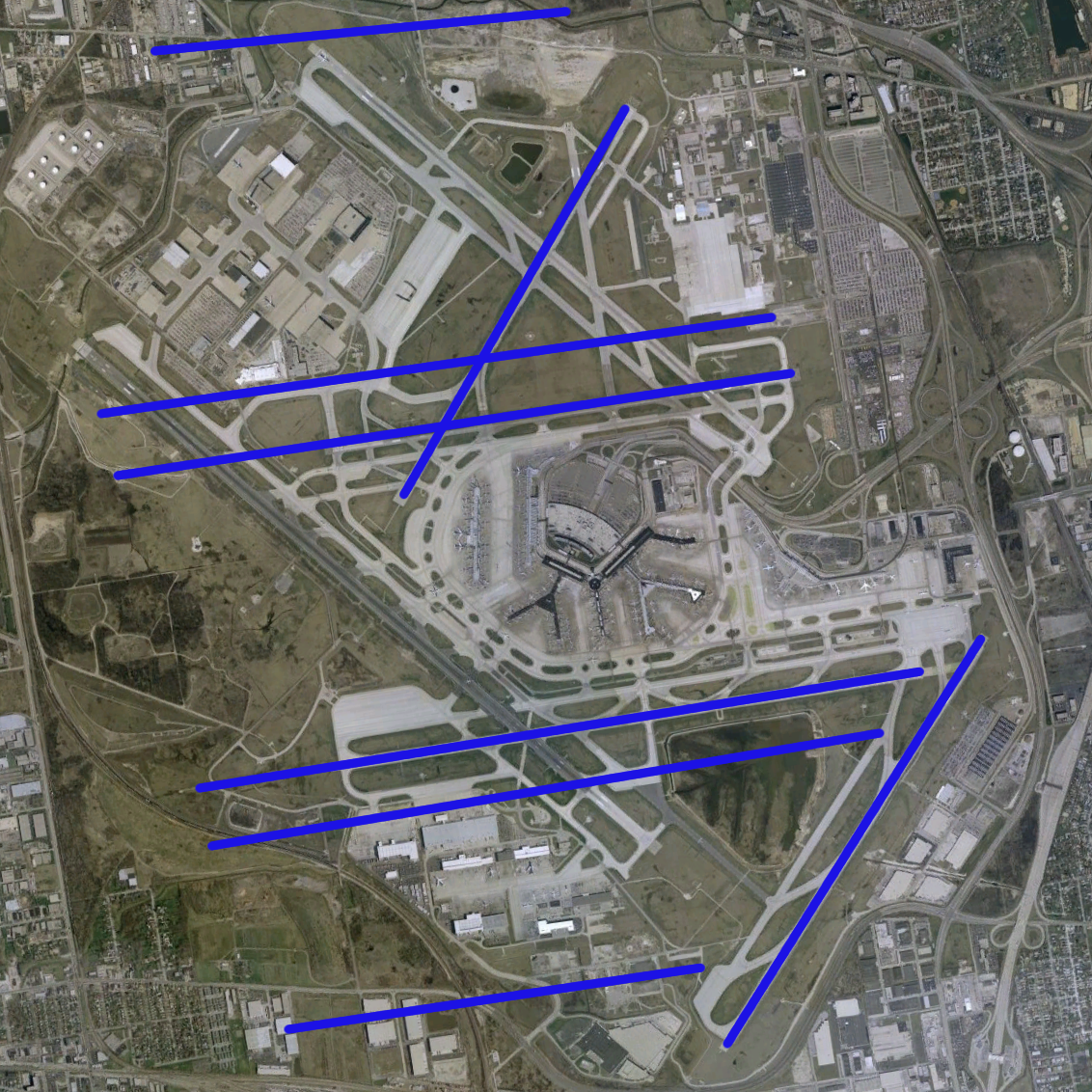
Docelowy układ dróg startowych

## Komunikacja miejska
Port O’Hare jest dobrze skomunikowany z centrum Chicago dzięki lotniskowej podziemnej stacji metra w Chicago. Darmowa przesiadka pozwala na dojazd metrem także do portu lotniczego Midway, jak i do wszystkich stacji metra w Chicago. Dzięki temu, cena szybkiego przejazdu z centrum do lotnisk komunikacyjnych w Chicago lub pomiędzy nimi jest jedną z najniższych gdziekolwiek: obecnie 2,25 USD (2009), a z lotniska do dowolnego punktu w mieście (do dwóch przesiadek autobusowych) – 2,50 USD.

## Terminale
Port lotniczy posiada 4 terminale pasażerskie z 9 pirsami o łącznej liczbie 213 bramek:
- Terminal 1 – obsługuje loty linii United Airlines, Lufthansa oraz All Nippon Airways. Dysponuje 52 bramki rozmieszczonymi na dwóch pirsach, oznaczonych literami B i C.
- Terminal 2 – obsługuje loty United Express oraz część lotów United, a także Air Canada, Alaska Airlines i JetBlue. Dysponuje 41 bramki rozmieszczonymi na dwóch pirsach, oznaczonych literami E i F.
- Terminal 3 – obsługuje loty American Airlines, Aer Lingus, British Airways, Iberia, Japan Airlines oraz Spirit Airlines. Dysponuje 80 bramkami rozmieszczonymi na czterech pirsach, oznaczonych literami G, H, K i L.
- Terminal 5 – przeznaczony dla lotów Delta Air Lines, Frontier Airlines i Southwest Airlines, a także dla wszystkich międzynarodowych linii lotniczych, które nie odlatują z pozostałych terminali, w tym LOT. Terminal 5 obsługuje również międzynarodowe przyloty, które nie zostały wcześniej odprawione, ponieważ znajdują się tam obiekty Urzędu Celnego i Ochrony Granic USA. Dysponuje 35 bramkami rozmieszczonymi na pirsie oznaczonym literą M.

Terminale 1–3 są połączone strefą przylotów za pomocą przejść. Terminal 5 jest oddzielony od pozostałych terminali przez drogi startowe i nie ma bezpośredniego przejścia między nim a pozostałymi terminalami. Pasażerowie przesiadający się z Terminalu 5 do innych terminali mogą to uczynić strefą odlotów, korzystając z autobusu wahadłowego lub systemu transportu lotniskowego, co wiąże się z koniecznością ponownego przejścia kontroli bezpieczeństwa. Alternatywnie, dostępny jest autobus wahadłowy ze strefy przylotów, który kursuje między Terminalem 5, a Terminalami 1 i 3 co 15 minut od 11:30 do 21:30.

## Linie lotnicze i połączenia

### Terminal 1

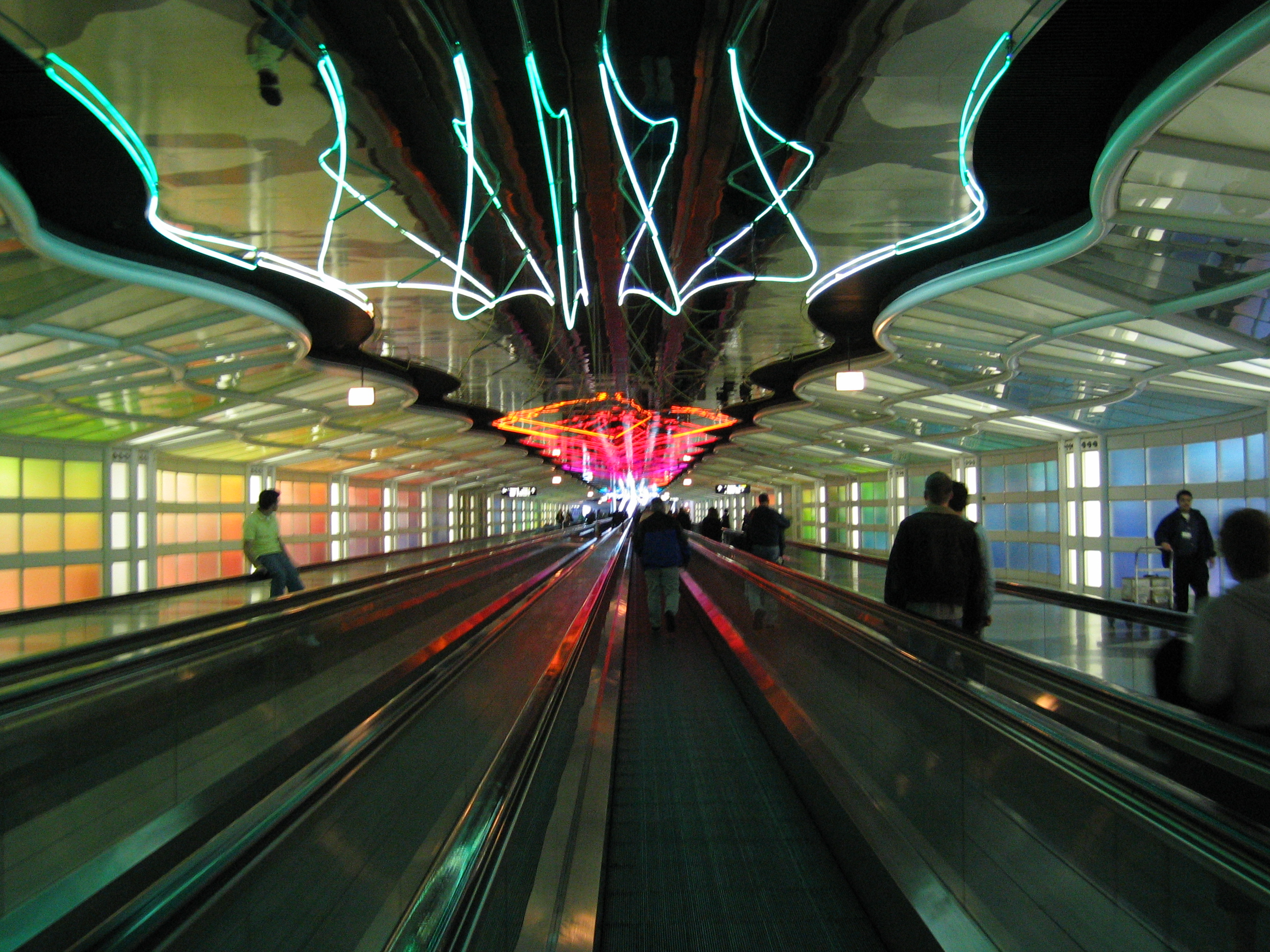
Tunel Terminalu 1, łączący Pris B z wolno stojącym na płycie lotniska Pirsem C

Plan terminalu 1

#### Pirs B (Concourse B)
- United Airlines (Albany, Amsterdam, Aruba, Atlanta, Baltimore/Waszyngton, Pekin, Boise, Boston, Bozeman [sezonowo], Buffalo, Burlington (VT), Cabo San Lucas, Calgary, Charlotte, Cincinnati/Northern Kentucky, Cancún, Cleveland, Columbus (OH), Cozumel, Dallas/Fort Worth, Dayton, Denver, Des Moines, Detroit, Fort Myers, Frankfurt, Grand Cayman, Grand Rapids, Harrisburg, Hartford/Springfield, Hongkong, Honolulu, Houston-Intercontinental, Indianapolis, Jackson Hole, Jacksonville, Kahului, Kansas City, Kona, Las Vegas, Liberia (CR) [sezonowo], Londyn-Heathrow, Los Angeles, Manchester (NH), Minneapolis/St. Paul, Miami, Montego Bay, Monachium, Nowy Orlean [sezonowo], Nowy Jork-LaGuardia, Newark, Oklahoma City, Omaha, Orange County, Orlando, Palm Springs [sezonowo], Paryż-Charles de Gaulle, Phoenix, Filadelfia, Pittsburgh, Portland (OR), Providence, Puerto Vallarta, Punta Cana, Raleigh/Durham, Richmond, Rochester (NY), Sacramento, Salt Lake City, San Antonio, San Diego, San Francisco, San Juan (PR), São Paulo-Guarulhos, Seattle/Tacoma, Szanghaj-Pudong, Singapur, St. Louis, St. Thomas, Tampa, Tokio-Narita, Toronto-Pearson, Tulsa, Vancouver, Waszyngton-Dulles, Waszyngton-Reagan, Wichita)

#### Pirs C (Concourse C)
- All Nippon Airways (Tokio-Narita)
- Lufthansa (Düsseldorf, Frankfurt, Monachium)
- United Airlines (Patrz Pirs B)
  - United Express obsługiwane przez GoJet Airlines (Burlington (VT), Cincinnati, Grand Rapids, Jacksonville (FL) [sezonowo], Manchester (NH) [sezonowo], Omaha, Portland (ME), San Antonio, St. Louis, Syracuse, Tulsa)
  - United Express obsługiwane przez Mesa Airlines (Allentown/Bethlehem, Atlanta, Appleton, Austin, Birmingham (AL), Boise, Buffalo, Cedar Rapids/Iowa City, Charleston (SC), Charlotte, Cleveland, Colorado Springs, Columbia, Des Moines, Greenville (SC), Jacksonville, Kansas City, Memphis, Moline/Quad Cities, Nashville, Portland (ME), Raleigh/Durham, Rochester (NY), Savannah, South Bend, Springfield (IL), Syracuse, Traverse City, Tulsa, Wichita, Wilkes-Barre/Scranton)
  - United Express obsługiwane przez Shuttle America (Albany, Albuquerque, Atlanta, Buffalo, Cedar Rapids/Iowa City, Columbus, Dallas/Fort Worth, Des Moines, Edmonton, Fort Myers, Hartford/Springfield, Halifax, Houston-Intercontinental, Indianapolis, Kansas City, Louisville, Miami, Minneapolis/St. Paul, Montreal, Myrtle Beach, New Orleans, Ottawa, Raleigh/Durham, White Plains)
  - United Express obsługiwane przez SkyWest (Akron/Canton, Allentown/Bethlehem, Appleton, Aspen [sezonowo], Austin, Billings, Birmingham (AL), Boise, Bozeman, Calgary, Cedar Rapids/Iowa City, Charleston (WV), Cincinnati, Cleveland, Colorado Springs, Columbus, Dayton, Des Moines, Edmonton, Fargo, Fayetteville (AR), Fort Wayne, Grand Rapids, Houston-Intercontinental, Indianapolis, Jacksonville [sezonowo], Kalamazoo, Kalispell, Kansas City, Knoxville, Lansing, Lexington, Lincoln, Louisville, Madison, Memphis, Milwaukee, Missoula, Moline/Quad Cities, Nashville, Norfolk, Omaha, Ottawa, Peoria, Pittsburgh, Providence, Rapid City, Roanoke, Saginaw, Salt Lake City, San Antonio, Savannah, Sioux Falls, South Bend, Springfield/Branson, Springfield (IL), Syracuse, Traverse City, Tulsa, Wausau/Stevens Point, Wichita, Wilkes-Barre/Scranton)
  - United Express obsługiwane przez Trans States Airlines (Albany, Bloomington, Harrisburg, Madison, Milwaukee, Moline/Quad Cities, Omaha, Raleigh/Durham [sezonowo], Richmond, Rochester (NY), South Bend, St. Louis, Syracuse, White Plains)

### Terminal 2

Plan terminalu 2

#### Pirs E (Concourse E)
- Air Canada (Montreal, Toronto-Pearson)
  - Air Canada Jazz (Calgary, Montreal, Toronto-Pearson)
- JetBlue Airways (BGoston, Long Beach, New York-JFK)
- United Airlines (Patrz Pirs B)
  - United Express (Patrz Pirs C)

#### Pirs F (Concourse F)
- United Airlines (Patrz Pirs B)
  - United Express (Patrz Pirs C)

### Terminal 3

Plan terminalu 3

#### Pirs G (Concourse G)
- American Airlines
  - American Eagle Airlines (Albany, Atlanta, Baltimore/Waszyngton, Bloomington/Normal, Buffalo, Cedar Rapids/Iowa City, Champaign/Urbana, Charlotte, Chattanooga, Cincinnati, Cleveland, Colorado Springs, Columbus, Dayton, Des Moines, Detroit, Dubuque, Evansville, Fayetteville (AR), Flint, Fort Walton Beach/Valparaiso (FL) (od 5 września), Fort Wayne, Freeport, Grand Rapids, Green Bay, Greensboro (do 4 września), Greenville (SC), Halifax, Hartford/Springfield, Harrisburg, Huntsville, Indianapolis, Jackson, Jacksonville, Kalamazoo, Knoxville, La Crosse, Little Rock, Lexington, Louisville, Madison, Marquette, Memphis, Milwaukee, Mobile, Moline/Quad Cities, Montreal, Nashville, Nassau, Nowy Jork-JFK, Newburgh (do 5 września), Norfolk, Oklahoma City, Omaha, Ottawa, Pensacola, Peoria, Pittsburgh, Providence, Richmond, Rochester (MN), Rochester (NY), Shreveport, Springfield (MO), Syracuse, Toledo, Traverse City, Tulsa, Wausau/Stevens Point, White Plains, Wichita)

#### Pirs H (Concourse H)
- American Airlines (Acapulco [sezonowo], Atlanta, Austin, Pekin [od 4 kwietnia 2010], Boston, Bruksela, Cabo San Lucas, Cancún, Dallas/Fort Worth, Delhi, Denver, Detroit, Dublin, Eagle/Vail [sezonowo], El Paso, Fayetteville (AR), Fort Lauderdale, Fort Myers, Frankfurt, Hayden/Steamboat Springs [sezonowo], Honolulu [do 5 stycznia], Houston-Intercontinental, Indianapolis, Jackson Hole [sezonowo], Kansas City, Las Vegas, Londyn-Heathrow, Los Angeles, Manchester (UK), Meksyk, Miami, Minneapolis/St. Paul, Montego Bay [od 31 stycznia], Moskwa-Domodiedowo, Montrose/Telluride [sezonowo], Nowy Orlean, Nowy Jork-LaGuardia, Nowy Jork-JFK, Newark, Orange County, Orlando, Palm Springs [sezonowo], Paryż-Charles de Gaulle, Filadelfia, Phoenix, Portland (OR) [sezonowo], Puerto Vallarta [sezonowo], Raleigh/Durham, Reno/Tahoe, Rzym-Fiumicino [sezonowo], St. Louis, Salt Lake City, San Antonio, San Diego, San Francisco, San Jose (CA), San Juan (PR), Seattle/Tacoma, Szanghaj-Pudong, Tampa, Tokio-Narita, Toronto-Pearson, Tucson, Tulsa, Waszyngton-Reagan, West Palm Beach [sezonowo])
  - American Eagle Airlines (Patrz Pirs G)
- American Airlines obsługiwane przez Envoy Air (Allentown [od 2 kwietnia 2019][10], Destin/Ft. Walton Beach [od 9 marca 2019][10], Erie [od 3 maja 2019][10], Pensacola [od 9 marca 2019][10], State College [od 2 kwietnia 2019][10])
- American Airlines obsługiwane przez Skywest Airlines (NW Floryda Beaches [od 9 marca 2019][10])

#### Pirs K (Concourse K)
- American Airlines (Patrz Pirs H)
- Iberia (Madryt)

#### Pirs L (Concourse L)
- Alaska Airlines (Anchorage, Seattle/Tacoma)
- American Airlines (Patrz Pirs H)
- Delta Air Lines (Atlanta, Cincinnati/Northern Kentucky, Salt Lake City)
  - Delta Connection obsługiwane przez Comair (Cincinnati/Northern Kentucky, Nowy Jork-JFK)
  - Delta Connection obsługiwane przez SkyWest Airlines (Atlanta, Cincinnati/Northern Kentucky)
  - Delta Connection obsługiwane przez Freedom Airlines (Cincinnati/Northern Kentucky, Nowy Jork-JFK)
- Spirit Airlines (Fort Lauderdale, Fort Myers)

### Terminal 5 (International Terminal 5)

Plan terminalu 5

#### Pirs M (Concourse M)
- Aeroméxico (Durango [sezonowo], Guadalajara, Meksyk)
- Aer Lingus (Dublin, Shannon)
- Air France (Paryż-Charles de Gaulle)
- Air India (Frankfurt, Bombaj)
- Air Jamaica (Montego Bay)
- Alitalia (Rzym-Fiumicino)
- Asiana (Seul-Incheon)
- British Airways (Londyn-Heathrow)
- Cayman Airways (Grand Cayman) [sezonowo]
- Frontier Airlines (Harlingen [od 21 listopada 2018][11], Palm Springs [od 14 grudnia 2018][11])
- Hainan Airlines (Pekin)
- Japan Airlines (Tokio-Narita)
- KLM (Amsterdam)
- Korean Air (Seul-Incheon)
- Norwegian Air Shuttle (Paryż-Charles de Gaulle, London Gatwick, Roma Fiumicino)
- LOT (Budapeszt [od maja 2018], Kraków, Warszawa)
- Qatar Airways (Ad-Dauha)
- Royal Jordanian (Amman)
- Scandinavian Airlines System (Kopenhaga, Sztokholm-Arlanda)
- Swiss International Air Lines (Zurych)
- Grupo TACA (San Salvador, Gwatemala)
- Turkish Airlines (Stambuł-Atatürk)
- USA 3000 Airlines (Cabo San Lucas [sezonowo], Cancún [czartery], Cozumel [sezonowo], Fort Myers, Ixtapa/Zihuatanejo, Montego Bay, Puerto Vallarta, Punta Cana)
- Virgin Atlantic Airways (Londyn-Heathrow)

### Cargo
- ABX Air
- Aero Union
- Air China (Anchorage, Pekin)
- Air France (Dublin, Paryż-Charles de Gaulle)
- Air New Zealand (Auckland, Frankfurt, Melbourne, Szanghaj-Pudong)
- Alitalia (Mediolan-Malpensa)
- ANA Cargo
- Atlas Air
- Asiana (Seul-Incheon)
- British Airways
- Cargoitalia
- Cargolux (Luksemburg)
- Cathay Pacific (Hongkong)
- China Airlines (Anchorage, Tajpej-Taiwan Taoyuan)
- China Cargo (Szanghaj-Pudong)
- China Southern (Guangzhou)
- DHL
- EVA Air (Anchorage, Tajpej-Taiwan Taoyuan)
- Evergreen International Airlines
- FedEx Express
- Great Wall Airlines
- JAL Cargo (Anchorage, Tokio-Narita)
- Korean Air Cargo (Anchorage, Seoul-Incheon)
- LOT obsługiwane przez Cargojet Airways (Katowice)
- Lufthansa Cargo (Anchorage, Frankfurt, Los Angeles)
  - Lufthansa Cargo obsługiwane przez World Air Cargo (Frankfurt, Los Angeles)
- Martinair (Amsterdam)
- Nippon Cargo Airlines (Tokio-Narita)
- Polar Air Cargo (Anchorage, Tokio-Narita)
- Singapore Airlines Cargo (Anchorage, Singapur)
- Southern Air Transport (Anchorage)
- UPS Airlines (Louisville)